# Herbert Reichstein
Herbert Reichstein (* 25. Januar 1892 in Haynau; † 1944 in Freiburg) war okkult-rassistischer Autor und Verleger verschiedener esoterischer und ariosophischer Schriften. Er arbeitete seit Mitte der 1920er-Jahre eng mit Jörg Lanz von Liebenfels zusammen.

## Biografie
Reichstein wurde am 25. Januar 1892 in Haynau (heute Chojnów) in Schlesien geboren, über seine Kind- und Jugendbiographie gibt es allerdings kaum Informationen, so dass erste Aktivitäten auf die Zeit ab 1925 datieren. Als ein wichtiger Einfluss gelten aber bereits seit dem Beginn seiner schriftstellerischen Tätigkeiten die Publikationen Guido von Lists.
Im Herbst 1925 entstand der Kontakt zu verschiedenen Mitgliedern (und späteren Mitarbeitern) einer Berliner Okkultistengruppe, welche sich intern „Svastika-Zirkel“ nannte, und in der sich verschiedene esoterische Lehren wie Chiromantik oder Astrologie trafen, die auch Teil dessen weltanschaulichen Konglomerats waren, welches Reichstein noch im Oktober 1925 mit seiner neu gegründeten „Deutschen Arbeitsgemeinschaft für Menschenkenntnis und Menschenschicksal“ beziehungsweise dem offiziellen Organ der Organisation verbreitete. Gleichzeitig trat während dieser Zeit Jörg Lanz von Liebenfels an ihn heran und suchte nach einem neuen Verleger.
Er starb 1944 wenig bekannt in Freiburg.

## Werkauswahl (als Herausgeber und Autor)
Herausgeber von Periodika
- Zeitschrift für Menschenkenntnis und Schicksalsforschung (1926–1927)
- Zeitschrift für Geistes- und Wissenschaftsreform (1928–1933)
- Arische Rundschau (ab 1933)

Herausgeber von Buchreihen
- Ariosophische Bibliothek – 23 Bände (1925–1929)
- Das Weistum des Volkes – 5 Bände (1934–1935)

Monografien
- Warum Ariosophie? (1926)
- Praktisches Lehrbuch der ariosophischen Kabbalistik (1931)
- Gelöste Rätsel ältester Geschichte – von Edda, Atlantis und der Bibel (Das Weistum des Volkes, Band 2, 1934)
- Praktisches Lehrbuch der Kabbala – Magie und Mystik der Namen und Zahlen; 6. stark veränderte und vermehrte Auflage, neu herausgegeben von Ernst Issberner-Haldane, Verlag Richard Schikowski, Berlin 1961.